# 1503年国家领导人列表

## 亚洲
- 中國（明朝）- 明孝宗，明朝皇帝，1487年－1505年
- 朝鮮（朝鮮王朝）- 燕山君李隆，1494年－1506年
- 日本
  1. 后柏原天皇，日本天皇，1500年－1526年
- 印度